# Canosa di Puglia
Za mesto v severni Italiji glej Canosa
Canosa di Puglia, splošno znana preprosto kot Canosa (Canosino Canaus), je mesto in občina z okoli 30.000 prebivalci v pokrajini Barletta-Andria-Trani, deželi Apuliji v južni Italiji. Leži med Barijem in Foggio, na severozahodnem robu planote Murgia, ki dominira nad dolino reke Ofanto in obsežnimi ravnicami Tavoliere delle Puglie, ki segajo od gore Vulture pri Garganu do jadranske obale. Canosa, rimski Canusium, velja za glavno arheološko središče Apulije in je eno najstarejših stalno naseljenih mest v Italiji. Številne vaze in druge arheološke najdbe so v lokalnih muzejih in zasebnih zbirkah. Ni daleč od reke Ofanto, kjer so Rimljani našli zatočišče po porazu v bitki pri Kanah, in je grobišče Bohemunda I. Antiohijskega.

## Ime
Canosa je italijanski razvoj latinskega Canusium, ki izhaja iz grškega Kanýsion (Κανύσιον), katerega izvor je negotov. Po latinskem komentatorju Serviju je Canusium izhajal iz canis ("pes"), živali, povezane z lokalnim čaščenjem Afrodite. Druge izpeljanke vključujejo grško kháneon (χάνεον, "pletena košara"), iz obilnega vrbovega protja, ki raste ob Ofantu; hebrejsko chanuth ("taverna"); [dvoumno – razpravljati] in etruščansko ime Canzna.

## Geografija
Canosa leži na desnem bregu reke Ofanto (starodavni Aufidus) in je skoraj 20 kilometrov oddaljena od Jadranskega morja. Mesto leži na planoti Murgia, med 105 in 140 metri nad morsko gladino. Mesto je zgrajeno na večinoma peščeni ali ilovnati površini, ki prekriva apnenčasto plast (calcareniti of Gravina), ki tvori tipičen belo-rumenkast tuf in je zlahka zložljiv. Ta morfološka značilnost je omogočila podzemno gradnjo umetnih jam (v 19. stoletju so se uporabljale kot kleti) in ustvarjanje hipogeja. Tuf, pridobljen iz izkopavanj, je šel za gradnjo objektov na površini. Obstaja nevarnost posedanja zaradi prisotnosti jam in podzemnih kanalov, značilnih za kraška okolja. Stavbe mesta Canosa veljajo za visoko tvegane za porušitev.  V zadnjih letih je bilo veliko gradbenih okvar in motenj na cestah. Območje se razteza proti jugu do pobočij Murgije in je večinoma ravninsko. Povodja rek Rendina in Locone prispevata k veliki površini 150 kvadratnih kilometrov.
Canosa ima značilno zmerno podnebje, blago pomlad in jesen ter mrzle zime in mila poletja. Na povprečno mesečno temperaturo od 7,7 °C januarja do 24,9 °C avgusta močno vpliva hribovje Murgiano . Povprečna letna količina padavin je 547 milimetrov padavin, porazdeljenih predvsem v obdobju od septembra do aprila. Podnebna klasifikacija Canose je podnebno območje C.

## Zgodovina

### Prazgodovina
Stari Grki in Rimljani so ustanovitev Canusion ali Canusium pripisali homerskemu junaku Diomedu, vendar so arheologi ugotovili prisotnost ljudi na tem območju že v 7. tisočletju pred našim štetjem. Diomedejeva polja so bila v neolitiku (6. do 4. tisočletja pr. n. št.) eno glavnih središč Daunijev, severne veje Japigov. Toppicelli na ravnici Ofantina je razkril zgradbe in grobnice bogate aristokracije, ki se zdijo tudi sorodne tej skupini.
Izkopavanja so odkrila tudi kovinske in jantarne oblike, ki se zdijo etruščanske.

### Antika
Canusion je postal pomembno trgovsko središče za obrtnike, zlasti za keramiko in lončarstvo. Verjetno so ga naselili Pelazgi, in je postal grški polis v času razvoja Magna Graecia. To helenistično mesto na mestu sedanjega mestnega jedra, se v zgodovinskih zapisih prvič pojavi kot zaveznik Samnitov v njihovih vojnah proti Rimu, vendar je bilo leta 318 pr. n. št. bodisi podrejeno ali prostovoljno zamenjalo stran, nato pa je služilo kot rimski zaveznik. Po Hannibalovi zmagi leta 216 pred našim štetjem nad konzuloma Paulom in Varonom v bližnjih Kanah je Canosa zaščitila bežeče ostanke rimske vojske znotraj svojih zidov. V drugem letu socialne vojne se je pridružila upornikom in se uspešno uprla rimskemu obleganju. Med tem spopadom ali državljanskimi vojnami, ki so sledile se zdi, da je močno trpela in se je močno zmanjšala, čeprav je svoj status izboljšala v samoupravno občino (municipium) leta 88 pr. n. št. in ščitila te privilegije med spopadi. Seznam  lokalnih senatorjev je bil odkrit iz ruševin.
Mesto je bilo središče kmetijske proizvodnje in trgovine, zlasti z apulijsko volno. Horacijeve Satire se pritožujejo nad peščenim kruhom in slabo vodo, vendar ugotavljajo, da so ljudje še vedno tekoče govorili latinsko in grško. Kovanci so imeli  skozi rimsko obdobje grške napise. Via Traiana je prišla do mesta leta 109 n. št. in ruševine velikih vrat še vedno častijo tega cesarja. Mesto se je ponašalo tudi z zelo velikim amfiteatrom. Postalo je rimska kolonija (colonia) pod Markom Avrelijem. Herod Atik je nadzoroval proces in zgradil akvadukt, dokončan leta 141. Antonin Pij ga je določil glavno mesto province Apulija in Kalabrija (Latinsko Apulia et Calabria). Proti koncu 3. stoletja je postalo glavno mesto Apulije in Kalabrije II Royal.

### Srednji vek
Mesto je cvetelo v zgodnjem srednjem veku, ko je postalo znano kot "mesto škofov". Nekateri njegovi škofje so znani iz 4. stoletja. Škof Stercorius je sodeloval na koncilu v Sardiki leta 343, škof Probus pa je odločno posredoval proti španskemu škofu, ki je želel imenovati svojega naslednika na koncilu, ki ga je v Rimu sklical papež Hilarij leta 465. Škofija je dosegla svoj vrhunec pod svetim Sabinom (514–566), ki je bil pozneje počaščen kot mestni zavetnik.
Območje je močno trpelo zaradi Langobardov med invazijo, ki je ustanovila vojvodino Benevento in muslimanskimi invazijami, ki so sledile. V začetku 9. stoletja so muslimani mesto v celoti uničili in leta 844 je škof Angelarij prepeljal relikvije sv. Rufina, Memorusa in Sabina v Bari. Kmalu zatem ga je papež Sergij II. potrdil za škofa v Bariju in Canosi, združeni naslov, ki so ga nosili nadškofje Barija do leta 1986. (Ostaja naslovni sedež).
Leta 963 je bila Canosa obnovljena na mestu pod nekdanjim rimskim mestom. Do normanskega osvajanja je ostal langobardski gastaldat (uradnik), ki je ustanovilo Kraljevino Sicilija. Pod Bohemondom I. Antiohijskim (umrl 1111), sinom Roberta Guiscarda, je ponovno pridobil svoj prejšnji pomen. Stolnica sv. Sabina s petimi kupolami je bila dokončana leta 1101. Bohemondova grobnica je tik na jugu. Po izumrtju Staufovcev pa je mesto spet nazadovalo. 

### Sodobnost
Ruševine in naselje Canosa so bili večkrat poškodovani zaradi potresov, zlasti tistih v letih 1361, 1456, 1627, 1659, 1694 in 1851. Mesto je bilo tudi večkrat oplenjeno, predvsem od Tarantinija leta 1451 in Napoleona leta 1803. Kot fevd so ga nadzirali Casati, Orsini iz Balza, Grimaldi iz Monaka, družina Gemmis. Castelfoce, Affaitati iz Barlette in Capece Minutolo iz Neaplja. Tiberio Capece je bil leta 1712 imenovan za "princa Canose".
Po italijanskih osamosvojitvenih vojnah in katastrofalnem potresu leta 1851 je Canosa ostalo pretežno meščansko mesto, kar dokazuje gradnja palač. Praktično nepoškodovano v prvi svetovni vojni je mesto utrpelo posledice potresa v Irpiniji leta 1930, ki je povzročil ogromno škodo.
6. novembra 1943, med drugo svetovno vojno, so zavezniki kmalu po premirju 8. septembra bombardirali območje. Poškodovane so bile nekatere stavbe, med drugim cerkve San Francesco in San Biagio ter mestna hiša, življenje je izgubilo 57 ljudi. Aprila 2001 je mesto Canosa v spomin na tragedijo prejelo bronasto medaljo za civilno hrabrost. 17. septembra 1962 je Canosa z odlokom predsednika prejela naziv mesto zaradi svojih zgodovinskih tradicij in zaslug, ki jih je pridobila skupnost. Leta 1980 je Canoso ponovno poškodoval potres.
Trenutno gospodarstvo Canose temelji predvsem na kmetijstvu, s storitvenim sektorjem (arheološki turizem) ter industrijo in obrtjo, vključno s tekstilom, predelavo hrane in obrtjo.

## Znamenitosti

### Religiozna arhitektura

#### Stolnica San Sabino
Stolnico San Sabino je v 8. stoletju ustanovil langobardski vojvoda Arechis II. iz Beneventa, potem ko je opustil zgodnjekrščanska mesta v San Leuciu in sv. Petru. Prvotno posvečena svetima Janezu in Pavlu, je 7. septembra 1101 jo je papež Pashal II. posvetil po sv. Sabinu iz Canose, približno štiristo let po prenosu svetnikovih posmrtnih ostankov v kripto. Kot stolnico jo je leta 1916 priznal papež Benedikt XV. 
Tloris bazilike je latinski križ, ki ga pokriva pet kupol in apsida, osvetljena s tremi okni, katere osrednje telo je pokrito z vitrajem, ki prikazuje zavetnika. Je primer romanske / bizantinske arhitekture. Pod korom je kripta, svetišče. Oboke podpirajo marmorni stebri s korintskimi kapiteli, ki so bili pridobljeni iz opustošenih antičnih spomenikovStolnica stoji tri metre pod trgom.
Po potresu leta 1851 je bila poškodovana, obnovitvena dela pa so privedla do razširitve latinskega križa ter rekonstrukcije pročelja v lokalnem tufu s tremi portali, ki vsak ustrezajo ladjam. Kapele vsebujejo po vrstnem redu: krstilnik, fresko, oltar, posvečen Gospe od vodnjaka (zaščitnice Canose), katere ikona je prišla po prvi križarski vojni, v sosednjem mavzoleju Bohemonda, lesen kip in slika Alfonza Maria de Liguori in grobnica blaženega patra Antonia Maria Losita (1838–1917).
V levi stranski ladji je grob škofa Lecceja, nadškofa Francesca Minerve (1904–2004) za tremi kapelicami: ena z relikvijami, kelihi, razpelom in srebrnim doprsnim kipom svetnika, obdanim z železno rešetko, in druga posvečena sv. Antonu (vendar s platnom, ki predstavlja sv. Frančiška Asiškega), tretja posvečena sv. Ani. Na levem kraku latinskega križa sta še dve kapeli, kapela sv. Zakramenta, ki vsebuje kip Presvetega Srca, druga pa sv. Jožefa.
Prezbiterij ima veliki oltar s ciborijem, ki je postavljen na marmorno podlago s tremi stopnicami, nad katerimi je nadstrešek, ki ga podpirajo štirje stebri iz rdečega marmorja s korintskimi kapiteli, osmerokotno piramido v dveh delih  drži skupaj 48 stebrov iz istega marmorja, zelo podobno kot v baziliki sv. Nikolaja v Bariju. 

#### Bohemondov mavzolej
Dostopen z desnega transepta stolnice je Bohemondov mavzolej. (Za odklepanje vrat, ki omogočajo dostop, boste morali prositi cerkvenega uradnika). Majhna stavba, ki je bila postavljena nekje po letu 1111, ima zgornji del, za katerega je značilen poligonalni boben, ki ga prekriva polkroglasta kupola. Nasproti vrat mavzoleja je kamnita izklesana heraldična naprava, lev Rampant, katerega slog se zdi sodoben Bohemondu in bi zato lahko predstavljal njegov osebni grb. Asimetrična bronasta dvojna vrata (sedaj ohranjena v stranski kapeli v sosednji baziliki Gospe od Fontane) je verjetno ustvaril Roger Melfi (11. stoletje). V notranjosti je poleg stebrov, ki gredo globoko, na marmornih tleh napis "boamvndvs".

### Posvetna arhitektura
Središče mesta je posejano s stavbami iz 18. in 19. stoletja velike umetniške in estetske vrednosti.
- Palača Casieri
- Palača Iliceto, v kateri je muzej lutk 19. in 20. stoletja.
- Palazzo Scoccera Santa
- Palazzo Barbarossa
- Ppalača Rossi
- Palazzo Sinesi, ki vsebuje 400 najdb iz 4.–3. stoletja pr. n. št.
- Palace De Muro Fiocco
- Palazzo Fracchiolla-Minerva
- Mestna palača
- Palača Caporale
- Palazzo Visconti
- Palača Forino na ulici Via De Gasperi
- Šola Mazzini preko Piave

#### Teatro D'Ambra
Zgodovinsko mestno gledališče je Teatro D'Ambra, ki je zdaj v lasti mesta in se je preimenovalo v Teatro Comunale. Njegovo gradnjo je naročil Raffaele Lembo, bogati lokalni trgovec z žitom in sega v leto 1923. Osnutek, ki ga je pripravil inženir in arhitekt Arturo Boccasini iz Barletta. Gledališče so odprli konec leta 1926, ko so z omejenimi gospodarskimi sredstvi dokončali del stavbe tudi brez okrasja. Zgodovinsko gledališče, ki ga je kupilo mesto Canosa naj bi bilo v celoti obnovljeno in ponovno omogočalo predstave. Maja 2006 so bila obnovitvena dela zamrznjena po izjemnem arheološkem odkritju, ki so ga našli pod galerijo gledališča. To je zapleteno presečišče cesarske dobe z nekaterimi strukturami iz arhaične dobe (8.–7. stoletje pr. n. št.).

#### Villa Comunale
Villa Comunale, središče Canose, izvira iz 19. stoletja. Župan Vincent Sinesi, ki je leta 1888 uredil stavbo ob stolnici in Bohemondovem mavzoleju, da bi jo nekaj družin Canose podarilo občini. Onkraj Bohemondovega mavzoleja je spomenik, posvečen Scipionu Afričanu in oltar v spomin na padle iz vseh vojn. Lapidarij sestavlja izjemna arheološka dediščina z daunskimi in rimskimi napisi, nagrobnimi reliefi, kapiteli in stebri, prekladami in vodnjakom cesarskih vil.

### Arheološko najdišče

#### Grad
Grad je pravzaprav akropola antične Canose (Castrum Canus). Trije veliki stolpi so ruševine istoimenskega posestva, ki stoji na vrhu hriba s pogledom na dolino reke  Ofanto. Prvotno bogoslužje in predrimska utrdba, zgrajena iz lehnjakovih blokov, so Grimaldi obnovili kot bastijon iz istih materialov. Zadnji lastniki od leta 1856 so bili princ Canose Capece Minutolo iz Neaplja in ostal do leta 1948. Obraba blokov, ki ga sestavljajo, in barva označujeta prehod teh različnih civilizacij, ki so razvile strukturo v različnih obdobjih. Na gradu so poročali tudi o škodi po uničujočem bombardiranju v drugi svetovni vojni. Ob strmem griču Akropole se razprostira stari del naselja z ozkimi ulicami in stopnišči. Na južnem vznožju ležijo ostanki rimskega amfiteatra.

#### Hipogej in katakombe
Canosa ima antični Hypogeum (mnogi so verjetno še skriti). Najprej so ga Dauni uporabljal kot poganske katakombe, v njih pa so slavili pogrebne kulte, ki kažejo na napredno civilizacijo v obsežni dobi od 6000 pr. n. št. do 2. stoletja našega štetja). Pokopi v grobnicah so se nadaljevali vse do rimskih časov. Grobnice so poleg pokojnikov (pogosto najdene v položaju ploda) vsebovale tudi osebne predmete, najdene v žarah ali odložene v nišah. Z leti pa je bilo veliko teh artefaktov (vključno z dragocenim nakitom v zlatu in bronu, rdečefiguralna keramika in askosi) izgubljenih (ali v zasebnih rokah) zaradi roparjev grobov. Na teh mestih so pogosto freske z alegoričnim odlomkom pokojnika, ki ga lahko odnesejo v posmrtno življenje (za dedutio inferos). Najpomembnejše so tiste Cerberusov, Lagrasta, Boccaforno in Hoplitov. Drugi eksponati so v lokalnem muzeju.
Nedaleč od mesta leži v globinah ilovnatih tal nekropola Santa Sofia. Za zgodnje kristjane je bila uporabljena okoli 4. stoletja našega štetja, razširila se je na druge grobnice iz časa preganjanja kristjanov. Odkrita je bil okoli leta 1960 in je v obnovi. Drugi hipogej in katakombe vključujejo:
- grobnica Ori (4. stoletje pr. n. št.)
- Ipogei Monterisi-Rossignoli (4. stoletje pr. n. št.)
- Grobnica Varrese (4. stoletje pr. n. št.)
- Hypogeum Cerberus (4. stoletje pr. n. št.)
- Ipogeo Scoccera A (4. stoletje pr. n. št.)
- Ipogeo Scocchera B (imenovan Ipogeo Boccaforno, 4. stoletje pr. n. št.)
- Ipogei Casieri (4. stoletje pr. n. št.)
- Hipogejsko plovilo Dario (4. stoletje pr. n. št.)
- Ipogei Lagrasta (2. stoletje pr. n. št.)
- Ipogeo dell'Oplita (2. stoletje pr. n. št.)
- Ipogeo Matarrese
- Ipogeo Reimers
- Carigradska grobnica Largo (3. stoletje pr. n. št.)
- Nekropola Santa Sofia (2.-4. stoletje n. št.)

#### Basilica di San Leucio
Bazilika San Leucio je eden največjih primerov zgodnjekrščanske arhitekture v Apuliji. Poganski tempelj do 2. stoletja našega štetja, verjetno posvečen Minervi, je bil med 4. in 5. stoletjem našega štetja preoblikovan v krščansko baziliko. Struktura je rezultat združitve kultur Magna Graecia in Italica, sestavljena iz celice, posvečene bogoslužju, ki je med dvema velikima sobama, s polikromnimi mozaiki, s lehnjakom ometanimi figuralnimi kapiteli in poslikanimi stebri v dorskem – jonskem slogu. Zgodnjekrščanska bazilika San Leucio je bila zgrajena nad helenističnem templjem. Pri gradnji so ponovno uporabili že obstoječe stene, stebre in kapitele. Tloris se imenuje dvojna ovojnica in je sestavljena iz zunanje stene kvadratne oblike 50 metrov na strani, z eksedrami na vsaki strani, znotraj katerih je drug koncentrični kvadrati s stebriščnimi eksedrami. Arhitektura bazilike je orientalskega navdiha, s prednostjo velikih barvnih prostorov. V 9. stoletju je bila ob apsidi zgrajena kapela za pogrebne obrede.

#### Basilica di San Pietro
Basilica di San Pietro je bila prva stolnica krščanske dobe, nato pa preoblikovana v grobnico svetega Sabina (556), zavetnika Canose. Kompleks ima tri ladje, apsido in narteks sv. Petra, pred katerim je velik atrij, obrobljen s stanovanjsko stavbo in številnimi drugimi objekti, ki se uporabljajo pri pokopališki funkciji: mavzolej, grob škofa Sabina, velika opečna peči podobna struktura posvečena za kuhanje in domus, ki je bil verjetno uporabljen kot škofovska rezidenca. Prisotni so tudi mozaiki in dorsko-jonski kapiteli. Od leta 2001 celotno območje sistematično izkopavata Univerza v Foggii in Univerza v Bariju.

#### Baptisterij sv. Janeza
Glavni del dvanajststranske oblike je vseboval sedemkotni krstilnik. Kompozicije so bile predvsem v marmorju in tufu. Stebri, ki podpirajo banjast obok, so bili sčasoma poškodovani, saj so izgubili zlate mozaike, ki so jih nekoč prekrivali. V skladu s kardinalnimi točkami so levo štiri majhne dvanajsterokotne ladje tvorile strukturo grškega križa. V 1800-ih je bil uporabljen kot mlin. Kljub temu takšna raba ni vplivala na status objekta. Od leta 2001 je predmet raziskav Univerze v Foggii. Nedavno so pod krstilnico našli dve različni ravni zgodnjekrščanske cerkve. 

#### Jupitrov tempelj "Toro"
Rimski Jupitrov tempelj "Toro", peripteralni tempelj s šestimi stebri na krajših in desetimi na daljši strani ter opečnim stopniščem, je dobil ime po kipu Jupitra, ki so ga našli pri izkopavanju leta 1978. 

#### Drugo
Med drugimi spomeniki je rimski most čez Ofanto (1. stoletje našega štetja), ki je omogočal prehod Via Traiane z ene strani reke in je bil do 1970-ih uporabljen za cestni promet. V srednjem veku je bil rekonstruiran in ponovno obnovljen leta 1759. Osnovo sestavljajo štirje stebri v obliki kopja in pet mešanih lokov. Pomembni so stolp in mavzoleji, Casieri Bagnoli in Barbarossa ter slavolok Gaja Terentija Vara, spomenik v opus latericium in opus reticulatum, posvečen prehodu rimskega konzula v bitki pri Kanah. Prva tri najdišča hranijo ostanke nekaterih padlih v bitki. Končno so v 50. letih dvajsetega stoletja na dan prišle Rimske terme (Ferrara in Lomuscio), ki so v središču mesta. Obogatili so apsidne mozaike.

## Hrana in vino
Gastronomija 'Canosina' je močno povezana s podeželsko in sredozemsko kulinarično tradicijo. Ena najznačilnejših je žgana pšenična moka (v apulijskem narečju gren IARS): temna moka skromnega izvora, pridobljena iz zrnja, pridobljenega pri žganju strnišča po žetvi, iz katerega je nastala značilna temna moka. To so priravili ljudje, ki si "normalne" moke niso mogli privoščiti. Posebna gastronomska značilnost mesta je znano ekstra deviško oljčno olje, pridobljeno iz oljk Corato. Vino Rosso Canosa, pridelano z Uva di Troia (grozdje iz Troje, imenovano tudi sorta Canosa). Proizvodnja vina vključuje tudi bela in rdeča vina ter odlične penine. Glavni izdelki pod blagovno znamko IGT (Typical Geographic Indication) so: Nero di Troia, Trebbiano, Cabernet Sauvignon, Puglia Rosso, Sangiovese.

### Rosso Canosa DOC
Italijansko vino DOC Rosso Canosa je namenjeno samo za pridelavo rdečega vina na območju 100 ha. Grozdje je omejeno na pridelek 14 ton/ha, pri čemer končno vino potrebuje najmanj 12 % alkohola. Vino je mešanica 65 % Uva di Troia, do 35 % mešanice Montepulciana in Sangiovese s samim Sangioveseom, ki ne sme presegati 15 %, druge lokalne rdeče sorte grozdja pa so dovoljene do 5 %. Če je vino označeno z oznako Riserva, mora biti starano najmanj 2 leti, pri čemer mora vsaj eno od teh let preživeti v hrastovih sodih/lesu. Vino Riserva mora imeti tudi višjo minimalno vsebnost alkohola 13 %.

## Ljudje
- Paulina Busa (fl. 216 pr. n. št.), usmiljena plemkinja med drugo punsko vojno.
- Sabin iz Canose (461–566), škof in zavetnik Canose.
- Bohemond I. Antiohijski ali Altavilski (1050?–1111), princ iz Taranta, poveljnik prve križarske vojne in pokopan v Canosi.

## Pobratena mesta
Canosa je pobratena z:
- Grójec, Poljska
- Dubrovnik, Hrvaška
- Grinzane Cavour, Italija
- Torremaggiore, Italija